# Cap André Prud’homme
Das Cap André Prud’homme (französisch) ist ein Kap im Géologie-Archipel vor der Küste des ostantarktischen Adélielands. Es ragt in die Baie Pierre Lejay. Das Kap ist einer der wenigen Stellen im Géologie-Archipel, an denen eine Anlandung mit dem Schiff und darüber der Zugang zum antarktischen Eisschild möglich ist.
Französische Wissenschaftler nahmen die Benennung vor. Namensgeber ist der französische Meteorologe André Prud'homme (1920–1959), der unweit des Kaps am 7. Januar 1959 in einem Schneesturm verschollen ging.